# جی‌یونگ یو
سون‌هی سو (کره‌ای: 서선희؛ زادهٔ ۱۹۹۹ یا ۲۰۰۰) که به‌طور حرفه‌ای با نام جی‌یونگ یو (کره‌ای: 유지영) شناخته می‌شود، بازیگر آمریکایی است. او اولین بار در فیلم کمدی-درام نتفلیکس به نام موکسی (۲۰۲۱) بازی کرد و در آن فیلم با نام اصلی خود یعنی سون‌هی سو معرفی شد. در همان سال، نام هنری خود را به جی یونگ یو تغییر داد؛ نامی متشکل از هجاهای کره‌ای که به باور او برای انگلیسی‌زبانان تلفظ آسان‌تری دارد.
در سال ۲۰۲۳، یو برنده جایزه بهترین بازیگری در فیلم داستانی آمریکایی در جشنواره فیلم ترایبکا شد. او تحصیل در دانشگاه کالیفرنیای جنوبی را رها کرد تا برای بازی در مینی‌سریال اورجینال آمازون پرایم ویدئو به نام اکسپات‌ها (۲۰۲۴) حاضر شود، نقشی که بابت آن نامزد دریافت جایزه بهترین بازیگری در سریال محدود در جوایز گاتهام شد. در سال ۲۰۲۵، او نقش مگان، یکی از شخصیت‌های اصلی فیلم ترسناک آنتیل داون را بازی کرد؛ فیلمی که در همان دنیای بازی ویدئویی ۲۰۱۵ با همین نام روایت می‌شود. اگرچه فیلم نقدهای متفاوتی دریافت کرد، اما بسیاری از منتقدان، شخصیت و بازی یو را تحسین کردند.

## زندگی و تحصیلات
سون‌هی سو در خانواده‌ای از مهاجران کره‌ای در دنور، کلرادو به دنیا آمد. او در مدرسه کلرادو آکادمی تحصیل کرد و در نشریه سال ۲۰۱۷ این مدرسه با نام «سون‌هی مورگان سو» معرفی شده است. همچنین در مرکز هنرهای نمایشی دنور و مدرسه و کمپ هنرهای نمایشی پری-منسفیلد آموزش دیده است. او در دانشگاه کالیفرنیای جنوبی به تحصیل رشته سینما و رسانه پرداخت، اما در سن ۲۱ سالگی برای بازی در مجموعه تلویزیونی اکسپات‌ها تحصیل را نیمه‌کاره رها کرد و قبل از فارغ‌التحصیلی پروژه را آغاز کرد. در مصاحبه‌ای با داگلاس گرینوود برای مجله i-D که در ۲۴ آوریل ۲۰۲۵ منتشر شد، او ابراز کرد که در آینده علاقه‌مند به کامل کردن مدرک تحصیلی خود است، اگرچه به دلیل هزینه‌های بالای تحصیل در ایالات متحده، برنامه مشخصی ندارد.